# Плотичное (озеро, Малиновараккское сельское поселение)
Плотичное — озеро на территории Малиновараккского сельского поселения Лоухского района Республики Карелии.

## Общие сведения
Площадь озера — 1,5 км². Располагается на высоте 33,3 метров над уровнем моря.
Форма озера подковообразная. Берега изрезанные, каменисто-песчаные, местами заболоченные.
Через озеро протекает безымянный водоток, берущий начало из озера Глубокого Плотичного и впадающий в Верхнее Пулонгское озеро, из которого берёт начало река Пулонга, впадающая в Кандалакшский залив Белого моря.
К востоку от озера проходит лесная дорога.
Код объекта в государственном водном реестре — 02020000711102000002026.